# 水まんじゅう
水まんじゅう（みずまんじゅう）とは、葛粉を生地に使用した饅頭。岐阜県大垣市の名物として知られている。

## 概要
大垣市を代表する和菓子。柔らかい水まんじゅうを猪口に流し入れて、井戸舟と呼ばれる水槽で冷やしながら販売する様子は、大垣の夏の風物詩である。
販売期間はおおよそ4月から9月頃。老舗の販売店としては1755年（宝暦5年）創業のつちや、1798年（寛政10年）創業の金蝶園総本家、1862年（文久2年）創業の餅惣などが知られている。
同じ葛粉を使用した饅頭には葛饅頭があるが、水まんじゅうは水に強い蕨粉を生地に混ぜている点で異なる。そのため水まんじゅうは葛饅頭に比して柔らかく、生地が厚くなっている。葛粉と蕨粉の配合は店ごとに異なるため食感には違いがあり、大垣市で毎年7月に開催される「大垣菓子博」では大垣水まんじゅう製造組合に所属する和菓子店の「食べ比べセット」が販売されている。
奈良県御所市の「御所まち」では、「大神宮さん」のお祭りが行われる6月16日から夏の間、笹の葉にくるんで冷やした水まんじゅうが地域の和菓子店で販売される。

## 歴史
大垣は古くから豊富で質の良い地下水に恵まれて「水の都」と呼ばれており、庶民が水菓子を楽しむ風習が江戸時代末期には存在していた。明治30年頃、和菓子屋の上田文七が葛餅を原型に名水を生かした和菓子を考案し、水に浸けても流れないよう改良したことが水まんじゅうの起源とされている。
1995年（平成7年）には、山崎製パンが「水まんじゅう」の商標を特許庁に出願。商標が認められると観光資源が損なわれると判断した大垣菓子業同盟会は、対策委員会を設けて「発祥の地」である証明書を集めて異議申し立てを行った。その結果申し立てが認められ、出願は特許庁に却下された。